# Instituto de Desarrollo Sostenible y Relaciones Internacionales

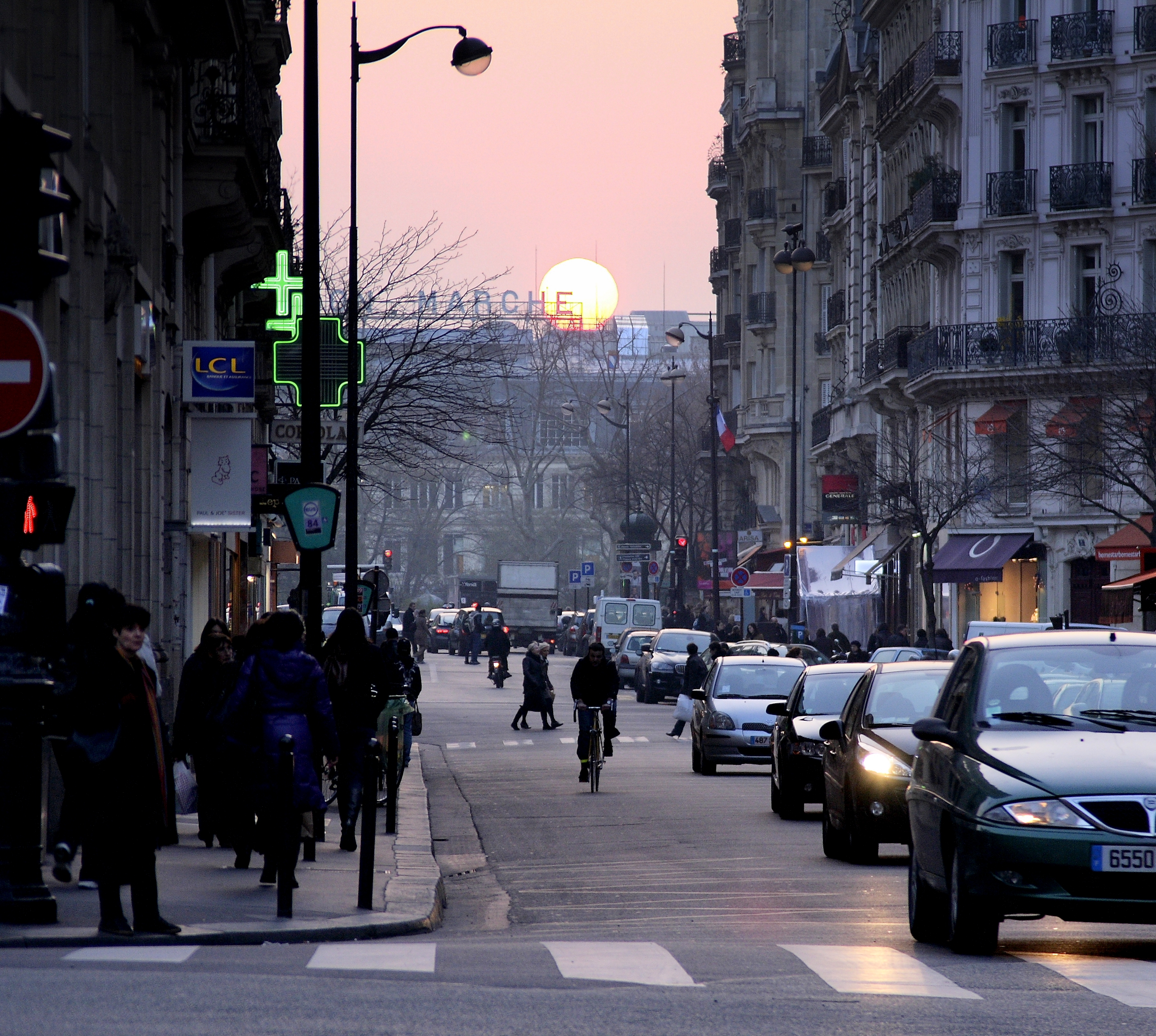
Vista de la rue du Four (literalmente: calle del horno), París, en cuyo número 41 se encuentra el IDDRI.

El Instituto de Desarrollo Sostenible y Relaciones Internacionales (IDDRI por sus siglas en francés), creado en 2001 por Laurence Tubiana y Michel Colombier, es un instituto de investigación sobre políticas con sede en París. Tiene como objetivo elaborar y  compartir análisis y explicaciones de los envites estratégicos del desarrollo sostenible (en francés: durable) desde una perspectiva mundial. El IDDRI acompaña a los diferentes actores en la reflexión sobre la gobernanza mundial de los grandes problemas colectivos, que son la lucha contra el calentamiento mundial, la protección de la biodiversidad, la seguridad alimentaria o la urbanización.
El IDDRI es socio del proyecto Caminos hacia una profunda descarbonización (Deep Decarbonization Pathways Project) cuyos trabajos se presentaron en la Conferencia de París de 2015 sobre el clima (COP21).

## Organización
En 2018, Michel Colombier es el director científico del instituto.
Al consejo de administración se sientan diferentes actores de la sociedad:
- colegio de los fundadores, sobre todo EDF, GDF-Suez, Véolia, EPE (asociación de empresas francesas por el medio ambiente)
- colegio de los miembros natos, sobre todo la ADEME (la agencia francesa para el medio ambiente y la eficiencia energética) y el CNRS
- colegio de las personalidades renombradas, sobre todo Christine Musselin